# Чапушка
Чапушка — посёлок в Аркадакском районе Саратовской области России.
Входит в состав Львовского сельского поселения.

## География
Расположен на реке Чапушка (приток реки Большой Аркадак), в 36 км от районного центра г. Аркадак.
Ближайшее поселение — поселок Бендеровка.
В поселке одна улица: ул. Луговая.

## Население
| 2010 |
| ---- |
| 7    |

## История
Согласно сведениям IV ревизии о помещичьих крестьянах Балашовской округи Саратовского наместничества,которая проводилась в 1781-1783 г.г., деревня Чепушка (Чапушка) упоминается как новопоселенная, «при состроенном в 1741 г. хуторе».
Поселок основан крестьянами из села Камень, Северского уезда, Черниговской губернии.
Согласно «Списку населенных мест Российской империи по сведениям 1859 года» Саратовская губерния, Балашовский уезд, стан 1: деревня Чапушка владельческая, при реке Чапушка, число дворов -29, жителей мужского пола - 122, женского пола -127. На 1911 год деревня входит в Балашовский уезд, Ивановская 1-я волость. Согласно "Списку населенных мест Саратовской губернии по сведениям на 1911 год", деревня Чапушка бывшая владельческая г. Паши; число дворов - 62, жителей мужского пола - 248, женского пола -269, всего – 517. В деревне была земская школа.
До 30 сентября 1958 года поселок входил в состав Салтыковского района Саратовской области.

## Известные уроженцы
- Каплунов, Илья Макарович — Герой Советского Союза.

## Топографические карты
- Лист карты M-38-II. Масштаб: 1 : 200 000. Указать дату выпуска/состояния местности.